# Phare de Godrevy
Le phare de Godrevy est un phare situé sur l'île de Godrevy, à 300 m face à Godrevy Head, dans la baie de St Ives dans le comté de Cornouailles en Angleterre. Ce phare est maintenant désaffecté mais continue à servir de repère de jour. Le feu actuel, géré par l'autorité portuaire locale, se trouve sur les récifs à signaler.
Il est maintenant protégé en tant que monument classé du Royaume-Uni de Grade II depuis 1988.

## Histoire
Le récif des Stones a été le théatre de nombreux naufrages et a provoqué des demandes pour la construction d'un phare. Mais rien ne fut prévu avant le naufrage du cargo à vapeur SS Nile lors d'une tempête le 30 novembre 1854. Tous les passagers et l'équipage, comptant environ 40 personnes, ont été perdus en mer.
Ce désastre a provoqué de nouveaux appels pour la création d'un phare. Richard Short, un maître marin de St Ives, a écrit à la Shipping and Mercantile Gazette le lendemain du naufrage. Quelque temps plus tard, unecclésiastique local, le révérend J.W. Murray de Hayle, a lancé une pétition pour demander à Trinity House la construction d'un phare sur l'île de Godrevy. Les pétitionnaires ont été informés, en octobre 1856, que Trinity House acceptait de construire le Phare de Godrevy. En décembre 1857, James Sutcliffe a été nommé ingénieur pour le projet, avec James Walker comme concepteur.Sa construction a duré plus d'un an et il a été mis en service le 1er mars 1859.

## Description
Le phare est une tour blanche octogonale en pierre de 26 m de haut. Il est situé presque au centre de l'île et a été construit avec des maisons pour les gardiens. Le premier feu fut une lumière blanche tournante qui clignotait toutes les dix secondes, avec une lumière rouge fixe sous la lumière principale, qui pouvait être vue sur un arc de 45 degrés arquant le danger du récif. La rotation de la lumière principale fut alimentée par un moteur mécanique, entraîné par un gros contrte-poids qui descendait dans une cavité dans le mur de la tour.
Les lumières avaient une gamme de 24 et 27 km respectivement. Une cloche de brouillard a également été installée. La lumière rouge fixe a ensuite été remplacée par un feu de secteur rouge sur la lumière principale elle-même. À l'origine, le feu était entretenu par deux hommes à la fois, travaillant pendant deux mois et avec un mois de congé. En 1939, le phare a été automatisé, une nouvelle lentille catadioptrique fixe de second ordre a été installée et les gardiens ont été retirés. Leurs chalets ont ensuite été démolis.
En 2012, Trinity House a abandonné l'utilisation de la lumière dans la tour, en la remplaçant par une lumière LED montée sur une plate-forme en acier à proximité des rochers. Le phare de Godrevy est encore classé par Trinity House comme un phare, et la tour est maintenue en tant que balise de jour. La nouvelle lumière maintient le même modèle que l'ancienne, clignotant blanc/rouge toutes les dix secondes, le secteur rouge étant seulement visible dans l'arc de danger du récif. La portée de la lumière est d'environ 8 milles marins (15 km).
Virginia Woolf passait ses vacances à St Ives, lorsqu'elle était enfant. La région a été source d'inspiration pour son roman La Promenade au phare (1927). De même un des anciens gardiens, W.J. Lewis a laissé un récit de ses journées angoissantes au phare : Ceaseless Vigil. 
Identifiant : ARLHS : ENG-047 - Amirauté : ex-A5654 - NGA : ex-6284 .
|                |
| Île de Godrevy |

|                         |
| Le phare vu de la plage |

### Lien connexe
- Liste des phares en Angleterre